# ユニタリ行列
ユニタリ行列（ユニタリぎょうれつ、英: unitary matrix）は、次を満たす複素正方行列 U として定義される。
{\displaystyle U^{*}U=UU^{*}=I}
ここで、I は単位行列、U* は行列 U の随伴行列 (U* = U T)。
なお、実数で構成される行列の随伴は単に転置であるため実ユニタリ行列は直交行列に等しく、直交行列を複素数体へ拡張したものがユニタリ行列とも言える。

## 性質
- 正方行列である。
- 正規行列である。
- 任意のベクトル x に対しユニタリ行列による変換は等長変換 (isometry) である。‖ Ux ‖ = ‖ x ‖
- 正則であり、逆行列は U−1 = U*
- 対角化可能（正規行列であるから）
- 固有値の絶対値は 1。|λ| = 1（つまり、すべての固有値は複素平面の単位円上に存在する）

（証明）Ux = λx なる λ が固有値。‖ Ux ‖2 = |λ|2‖ x ‖2 また ‖ Ux ‖2 = (Ux)*Ux = x*U*Ux = x*Ix = ‖ x ‖2
- 特異値は 1。σi (U) = 1
- 行列式の絶対値は 1。|det(U)| = 1

（証明）1 = det(I) = det(UU*) = det(U)det(UT) = det(U)det(U) = det(U)det(U) = |det(U)|2
- U はエルミート行列 H を用いて U = eiH と記述できる。e は行列指数関数、i は虚数単位。

## 同値条件
以下の条件は、複素正方行列 U がユニタリ行列であることと同値である：
1. 行列 U は UU* = I を満たす[2]
2. 行列 U は U*U = I を満たす[2]
3. 行列 U は正則行列で U−1 = U* を満たす
4. 行列 U の列は正規直交基底である[2]
5. 行列 U の行は正規直交基底である[2]
6. 行列 U は等長写像である
7. 行列 U は単位円上に固有値をもつ正規行列である